# Ronde van Frankrijk 2025/Twintigste etappe
De twintigste etappe van de Ronde van Frankrijk 2025 werd verreden op 26 juli met start in Nantua en finish in Pontarlier  over een lengte van 184,2 kilometer. 

## Parcours
Dit overzicht is mogelijk incompleet; u kunt helpen door het uit te breiden.

## Koersverloop
Dit overzicht is mogelijk incompleet; u kunt helpen door het uit te breiden.

## Uitslag etappe
| Nantua – Pontarlier (184,2 km) |                     |                       |          |
| Plaats                         | Naam                | Ploeg                 | Tijd     |
| Winnaar                        | Kaden Groves        | Alpecin-Deceuninck    | 4u06'09" |
| 2                              | Frank van den Broek | Picnic PostNL         | + 54'    |
| 3                              | Pascal Eenkhoorn    | Soudal Quick-Step     | + 59'    |
| 4                              | Simone Velasco      | XDS Astana Team       | + 1'04"  |
| 5                              | Romain Grégoire     | Groupama-FDJ          | z.t.     |
| 6                              | Jake Stewart        | Israel-Premier Tech   | z.t.     |
| 7                              | Jordan Jegat        | Team TotalEnergies    | z.t.     |
| 8                              | Tim Wellens         | UAE Team Emirates-XRG | z.t.     |
| 9                              | Matteo Jorgenson    | Visma \| Lease a Bike | z.t.     |
| 10                             | Harry Sweeny        | EF Education-EasyPost | z.t.     |

 –  Harry Sweeny was de strijdlustigste renner van de etappe.

## Klassementen

### Algemeen klassement
| Algemeen klassement (gele trui) |                    |                            |            |
| Plaats                          | Naam               | Ploeg                      | Tijd       |
| Gele trui                       | Tadej Pogačar      | UAE Team Emirates-XRG      | 73u55'14"  |
| 2                               | Jonas Vingegaard   | Visma \| Lease a Bike      | + 4'24"    |
| 3                               | Florian Lipowitz   | Red Bull-BORA-hansgrohe    | + 11'09"   |
| 4                               | Oscar Onley        | Picnic PostNL              | + 12'12"   |
| 5                               | Felix Gall         | Decathlon AG2R La Mondiale | + 17'12"   |
| 6                               | Tobias Johannessen | Uno-X Mobility             | + 20'14"   |
| 7                               | Kévin Vauquelin    | Arkéa-B&B Hotels           | + 22'35"   |
| 8                               | Primož Roglič      | Red Bull-BORA-hansgrohe    | + 25'30"   |
| 9                               | Ben Healy          | EF Education-EasyPost      | + 28'02"   |
| 10                              | Jordan Jegat       | Team TotalEnergies         | + 32'42"   |
|                                 |                    |                            |            |
| 12                              | Thymen Arensman    | INEOS Grenadiers           | + 52'41"   |
| 22                              | Xandro Meurisse    | Alpecin-Deceuninck         | + 1u43'46" |

### Puntenklassement
| Puntenklassement (groene trui) |                  |                       |        |
| Plaats                         | Naam             | Ploeg                 | Punten |
| Groene trui                    | Jonathan Milan   | Lidl-Trek             | 352    |
| 2                              | Tadej Pogačar    | UAE Team Emirates-XRG | 272    |
| 3                              | Biniam Girmay    | Intermarché-Wanty     | 213    |
| 4                              | Jonas Vingegaard | Visma \| Lease a Bike | 182    |
| 5                              | Anthony Turgis   | TotalEnergies         | 169    |
| 6                              | Tim Merlier      | Soudal Quick-Step     | 156    |
| 7                              | Jonas Abrahamsen | Uno-X Mobility        | 156    |
| 8                              | Quinn Simmons    | Lidl-Trek             | 123    |
| 9                              | Kaden Groves     | Alpecin-Deceuninck    | 119    |
| 10                             | Oscar Onley      | Picnic PostNL         | 115    |
|                                |                  |                       |        |
| 16                             | Thymen Arensman  | INEOS Grenadiers      | 82     |

### Bergklassement
| Bergklassement (bolletjestrui) |                        |                            |        |
| Plaats                         | Naam                   | Ploeg                      | Punten |
| Bolletjestrui                  | Tadej Pogačar          | UAE Team Emirates-XRG      | 117    |
| 2                              | Jonas Vingegaard       | Visma \| Lease a Bike      | 104    |
| 3                              | Lenny Martinez         | Bahrain-Victorious         | 97     |
| 4                              | Thymen Arensman        | INEOS Grenadiers           | 85     |
| 5                              | Ben O'Connor           | Team Jayco AlUla           | 51     |
| 6                              | Valentin Paret-Peintre | Soudal Quick-Step          | 51     |
| 7                              | Felix Gall             | Decathlon AG2R La Mondiale | 46     |
| 8                              | Primož Roglič          | Red Bull-BORA-hansgrohe    | 43     |
| 9                              | Oscar Onley            | Team Picnic PostNL         | 42     |
| 10                             | Michael Woods          | Israel-Premier Tech        | 38     |
|                                |                        |                            |        |
| 18                             | Tim Wellens            | UAE Team Emirates-XRG      | 13     |

### Jongerenklassement
| Jongerenklassement (witte trui) |                        |                         |            |
| Plaats                          | Naam                   | Ploeg                   | Tijd       |
| Witte trui                      | Florian Lipowitz       | Red Bull-BORA-hansgrohe | 74u06'08"  |
| 2                               | Oscar Onley            | Picnic PostNL           | + 1'03"    |
| 3                               | Kévin Vauquelin        | Arkéa-B&B Hotels        | + 11'26"   |
| 4                               | Ben Healy              | EF Education-EasyPost   | + 16'53"   |
| 5                               | Raúl García Pierna     | Arkéa-B&B Hotels        | + 2u04'49" |
| 6                               | Ilan Van Wilder        | Soudal Quick-Step       | + 2u12'05" |
| 7                               | Romain Grégoire        | Groupama-FDJ            | + 2u14'49" |
| 8                               | Frank van den Broek    | Picnic PostNL           | + 2u34'35" |
| 9                               | Valentin Paret-Peintre | Soudal Quick-Step       | + 2u35'56" |
| 10                              | Alex Baudin            | EF Education-EasyPost   | + 2u45'06" |

### Ploegenklassement
| Ploegenklassement |                                 |            |
| Plaats            | Ploeg                           | Tijd       |
|                   | Team Visma \| Lease a Bike      | 222u39'02" |
| 2                 | UAE Team Emirates-XRG           | + 24'26"   |
| 3                 | Red Bull-BORA-hansgrohe         | + 1u24'56" |
| 4                 | Arkéa-B&B Hotels                | + 2u10'52" |
| 5                 | Decathlon AG2R La Mondiale Team | + 2u14'15" |

## Uitvaller
Niet gestart
- Jevgeni Fjodorov(XDS Astana Team) startte niet in de twintigste etappe vanwege een maag-darminfectie.[1]

1e etappe ·
2e etappe ·
3e etappe ·
4e etappe ·
5e etappe ·
6e etappe ·
7e etappe ·
8e etappe ·
9e etappe ·
10e etappe ·
11e etappe ·

12e etappe ·
13e etappe ·
14e etappe ·
15e etappe ·
16e etappe ·
17e etappe ·
18e etappe ·
19e etappe ·
20e etappe ·
21e etappe
Startlijst · Eindstanden · Afbeeldingen